# Select (журнал)
Select — британский музыкальный журнал, наиболее известный освещением бритпоп-сцены, музыкального периода в 1990-х термин для которого был придуман публицистом издания — Стюартом Макоуни. Широкую международную известность получил выпуск 1993 года под названием «Yanks Go Home» с группами The Auteurs, Denim, Saint Etienne, Pulp, а также Бреттом Андерсоном из Suede, на обложке (на фоне британского флага), так как стал определяющим в противопоставление брит-попа популярным в то время американским музыкальным жанрам, таким как гранж.
Журнал был основан в июле 1990 года и просуществовал до января 2001 года, отражая подъем и упадок бритпоп-сцены, с которой он прочно ассоциировался на всём протяжении своего жизненного цикла.

## Публицисты и редакторы издания
- Эндрю Перри, заместитель главного редактора[2]
- Харри Борден[англ.], визуальный редактор[2]
- Джайлс Дьюли[англ.]
- Джон Харрис[англ.]
- Грэм Линехан[англ.]
- Стив Лоу, пишущий редактор[2]
- Дориан Линкси[2]
- Стюарт Макоуни[англ.]
- Сарра Мэннинг[англ.]
- Кейтлин Моран
- Джон Маллен, пишущий редактор[2]
- Шан Паттенден[2]
- Дэвид Квантик[англ.][2]
- Миранда Сойер[англ.]
- Кэсс Спенсер, художественный редактор[2]
- Рой Уилкинсон[англ.], редактор рецензий[2]